# Émilie Desvaux
Émilie Desvaux est une écrivaine française francophone, auteure de romans et de nouvelles, née le 9 avril 1983 à Toulouse.

## Biographie
Émilie Desvaux est née en 1983 à Toulouse. Elle suit une formation universitaire en lettres.
Elle a été publiée pour la première fois en 2001, avec La Maison de Mona, nouvelle primée au Prix du jeune écrivain de langue française.
Son premier roman, A l'attention de la femme de ménage a été remarqué par la critique, il a ainsi été sélectionné pour le Prix Goncourt du premier roman 2011, sans toutefois être lauréat, et a été lauréat du Prix du Premier Roman de Femme. Il a été réédité en version de poche moins d'une année après sa sortie.
Émilie Desvaux est enseignante et vit dans le Saint-gironnais en Ariège.

## Publications
- Carrefour des fuites et autres nouvelles, recueil de nouvelles, Éditions Mercure de France, Paris, 2001  (ISBN 2715223021)[7],[3]
- A l'attention de la femme de ménage, Éditions Stock, Paris, 10 janvier 2011  (ISBN 978-2-234-06945-9)[8]
- A l'attention de la femme de ménage, Éditions J'ai Lu, Paris, 9 novembre 2011  (ISBN 978-2-290-03973-1)[9]
- Le Jardin de minuit, Paris, Éditions Stock, 9 janvier 2013  (ISBN 978-2-234-07413-2)
- Le Ciel de Tokyo, Paris, Éditions Payot et Rivages, 2 janvier 2025  (ISBN 978-2-7436-6553-1)[6]

## Prix et distinctions
- Sélection Prix Emmanuel-Roblès 2012 pour A l'attention de la femme de ménage[10]
- Prix du Premier Roman de Femme: en 2011 pour A l'attention de la femme de ménage[11]
- Prix du jeune écrivain de langue française : 5e en 2001 pour La Maison de Mona[4]
- Prix littéraire des Sciences Po 2025 pour Le Ciel de Tokyo [12]